# Andrew Capobianco
Andrew Capobianco (Mineola, 13 de octubre de 1999) es un deportista estadounidense que compite en saltos de trampolín.
Participó en los Juegos Olímpicos de Tokio 2020, obteniendo una medalla de plata en la prueba sincronizada (junto con Michael Hixon). Ganó una medalla de bronce en el Campeonato Mundial de Natación de 2019 y dos medallas de bronce en los Juegos Panamericanos de 2019.

## Palmarés internacional
| Juegos Olímpicos     | Juegos Olímpicos        | Juegos Olímpicos  | Juegos Olímpicos     |
| Año                  | Lugar                   | Medalla           | Prueba               |
| -------------------- | ----------------------- | ----------------- | -------------------- |
| 2020                 | Tokio (Japón)           | Medalla de plata  | Trampolín 3 m sincro |
| Campeonato Mundial   |                         |                   |                      |
| Año                  | Lugar                   | Medalla           | Prueba               |
| 2019                 | Gwangju (Corea del Sur) | Medalla de bronce | Equipo mixto         |
| Juegos Panamericanos |                         |                   |                      |
| Año                  | Lugar                   | Medalla           | Prueba               |
| 2019                 | Lima (Perú)             | Medalla de bronce | Trampolín 1 m        |
| 2019                 | Lima (Perú)             | Medalla de bronce | Trampolín 3 m sincro |